# Formosia smaragdina
Formosia smaragdina là một loài ruồi trong họ Tachinidae.